# Sonata cho violin số 5 (Beethoven)

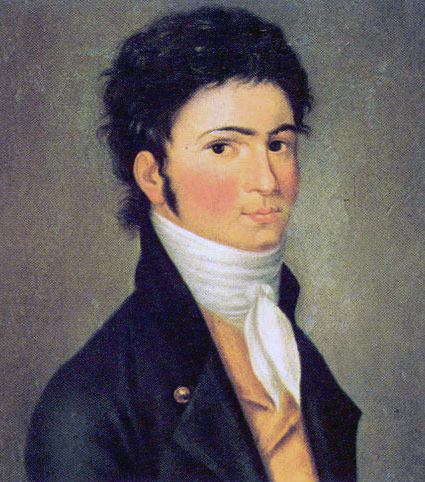
Beethoven vào năm 1801

Sonata cho vĩ cầm số 5 cung Fa trưởng, Op. 24, là một tác phẩm gồm bốn chương nhạc dành cho violin và piano của nhà soạn nhạc Đức lừng danh Ludwig van Beethoven. Tác phẩm được xuất bản lần đầu tiên vào năm 1801. Tác phẩm thường được biết đến với cái tên phổ biến hơn là Bản sonata mùa xuân (Frühlingssonate), mặc dù cái tên "Mùa xuân" rõ ràng đã được đặt sau khi Beethoven qua đời. Bản sonata được dành tặng cho Bá tước Moritz von Fries, một người bảo trợ nghệ thuật mà Beethoven cũng dành tặng hai tác phẩm khác trong cùng năm — Ngũ tấu Đô trưởng, Op. 29 và bản Sonata cho violin số 4 — cũng như bản Giao hưởng số 7 cung La trưởng sau này của ông.